# Novodrujesk
Novodrujesk (în ucraineană Новодружеськ) este un oraș raional din orașul regional Lîsîceansk, regiunea Luhansk, Ucraina. În afara localității principale, nu cuprinde și alte sate.

## Demografie
Componența lingvistică a orașului Novodrujesk
     Rusă (55,4%)
     Ucraineană (40,86%)
     Alte limbi (0,28%)
Conform recensământului din 2001, majoritatea populației orașului Novodrujesk era vorbitoare de rusă (55,4%), existând în minoritate și vorbitori de ucraineană (40,86%).